# Gotšalk I. Lonski
Gotšalk I. Lonski (* okoli 1065, † po 1107 ) je bil grof v grofiji Lohn, katerega ozemlje se je do padca leta 1316 raztezalo čez Westmünsterland in dele regije Achterhoek v provinci Gelderland .

## Življenje
Gotšalk I. Lonski je bil sin Gerharda I. Lonskega in njegove žene Irmgard. Od leta 1096 do 1099 je sodeloval v prvi križarski vojni. 

## Družina in otroci
Gotšalk je bil poročen z žensko, katere izvor ni znan. V zakonu so se rodili štirje sinovi:
- Gerhard II. Lonski  (* okoli 1090 - 1152) naslednik
- Gotšalk Versneveldski (Varsseveld) (* okoli 1092)
- Alard Wesenthorstski (* okoli 1095)
- Vinemar Didamski (* okoli 1100)

Gotšalkovi sinovi so se imenovali po posesti, ki so jo upravljali oziroma tam živeli.

## Spletne povezave
- Lonski pri Germania Sacra
- Digitalna kopija grofovje Lonski